# 五一农村居民点 (波切普区)
五一农村居民点（俄语：Первомайское сельское поселение）是俄罗斯联邦布良斯克州波切普区所属的一个农村居民点。其下辖有4个居民点，行政中心为五一村。据2015年统计，该农村居民点的人口为853人。